# Clelia (nome)
Clelia  è un nome proprio di persona italiano femminile.

## Varianti
- Maschili: Clelio[1][2][4]

### Varianti in altre lingue
- Catalano: Clèlia[6]
- Francese: Clélie, Clélia
- Latino: Cloelia[1][3][5]
  - Maschili: Cloelius[1][5][7]
- Polacco: Klelia
- Portoghese: Clélia
- Spagnolo: Clelia[6]
- Tedesco: Clelia

## Origine e diffusione

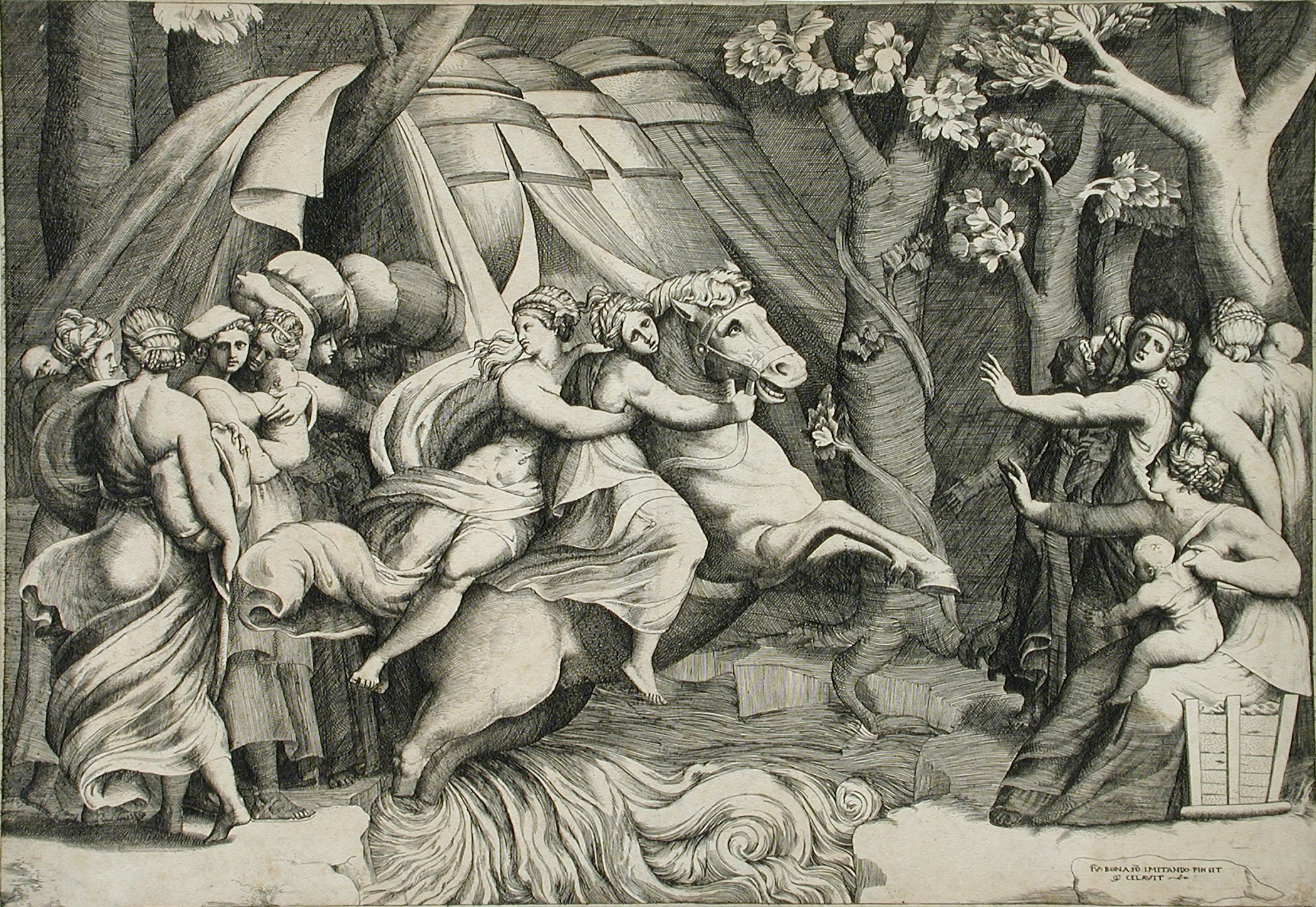
Clelia attraversa il Tevere in un'incisione del XVI secolo

Deriva dal latino Cloelia, forma femminile di Cloelius, portato da una gens romana; tali nomi risalgono a una radice osca imparentata con il verbo latino clueo o cluere ("avere rinomanza", "avere fama") e con il sostantivo greca κλεος (kleos, "fama", "gloria"), quindi il significato del nome può essere interpretato come "famosa", "celebre" (lo stesso dei nomi Berta, Clizia e Shohreh).
È portato, secondo la leggenda, da Clelia, una fanciulla romana che venne ceduta a Porsenna come ostaggio e che riuscì a fuggire attraversando a nuoto il Tevere portando con sé altri prigionieri. Grazie alla fama di questo personaggio, simbolo di eroismo e libertà, il nome è stato ripreso a partire dal Rinascimento; è diffuso in tutta Italia, ed è attestato prevalentemente nella sua forma femminile.

## Onomastico
L'onomastico si può festeggiare il 13 luglio in onore di santa Clelia Barbieri, fondatrice delle suore minime dell'Addolorata e patrona dei catechisti dell'Emilia-Romagna. Con questo nome si ricorda anche la santa Clelia Nanetti, suora e martire in Cina, commemorata il 9 luglio.

## Persone

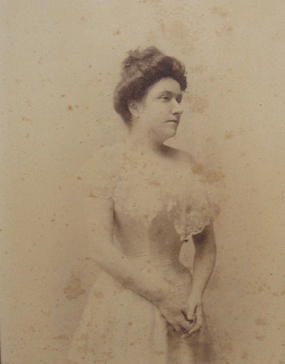
Clelia Garibaldi

- Clelia Barbieri, religiosa italiana
- Clelia Bernacchi, attrice e doppiatrice italiana
- Clelia Bompiani, pittrice italiana
- Clelia Durazzo, botanica italiana
- Clelia Farnese, nobildonna italiana
- Clelia Garibaldi, scrittrice italiana
- Clelia Giacobini, microbiologa italiana
- Clelia Grillo Borromeo, nobildonna italiana
- Clelia Lollini, medica italiana
- Clelia Marchi, contadina italiana, divenuta celebre negli anni ottanta per aver scritto su un lenzuolo la sua autobiografia
- Clelia Matania, attrice italiana
- Clelia Merloni, religiosa italiana
- Clelia Piscitello, attrice italiana
- Clelia Romano Pellicano, scrittrice e giornalista italiana
- Clelia Rondinella, attrice italiana
- Clelia Sarnelli Cerqua, arabista e islamista italiana
- Clelia Sarto, attrice tedesca
- Clelia Tini, nuotatrice sammarinese

### Variante Clelio
- Sesto Clelio, politico romano, collaboratore di Publio Clodio Pulcro
- Clelio Darida, politico italiano
- Clelio Pasquali, pittore italiano

## Il nome nelle arti
- Clelia è un personaggio del romanzo La spiaggia di Cesare Pavese.
- Clelia è un personaggio del romanzo Le terre del sacramento di Francesco Jovine.
- Clelia è un personaggio del racconto Gli incanti di Antonio Tabucchi.
- Clelia è un personaggio del film del 1955 Le amiche, diretto da Michelangelo Antonioni.
- Clélia è un personaggio del film del 2000 La Fidélité, diretto da Andrzej Żuławski.
- Clelia Arcangeli è un personaggio della serie televisiva Tutti pazzi per amore, interpretata dall'attrice Piera Degli Esposti.
- Clelia Conti è un personaggio del romanzo di Stendhal La Certosa di Parma.
- Il trionfo di Clelia è un'opera lirica del 1762 di Christoph Willibald Gluck.